# 주우원
명 예종 주우원(明睿宗 朱祐杬, 1476년 7월 22일(음력 7월 2일) ~ 1519년 7월 13일(음력 6월 17일))은 명나라의 황족이자 추존 황제로, 본래의 작위는 흥헌왕(興獻王)이다. 헌종 성화제의 서4남이자 효종 홍치제의 이복 동생이며, 세종 가정제의 생부이다. 묘호는 예종(睿宗), 시호는 헌황제(獻皇帝), 정식 시호는 지천수도홍덕연인관목순성공간경문헌황제(知天守道洪德淵仁寬穆純聖恭簡敬文獻皇帝)로 추존되었다.
주우원의 둘째아들 주후총(朱厚熜, 훗날의 가정제)은 후사가 없던 사촌형 무종 정덕제의 뒤를 이어 황위에 올랐다.

## 생애

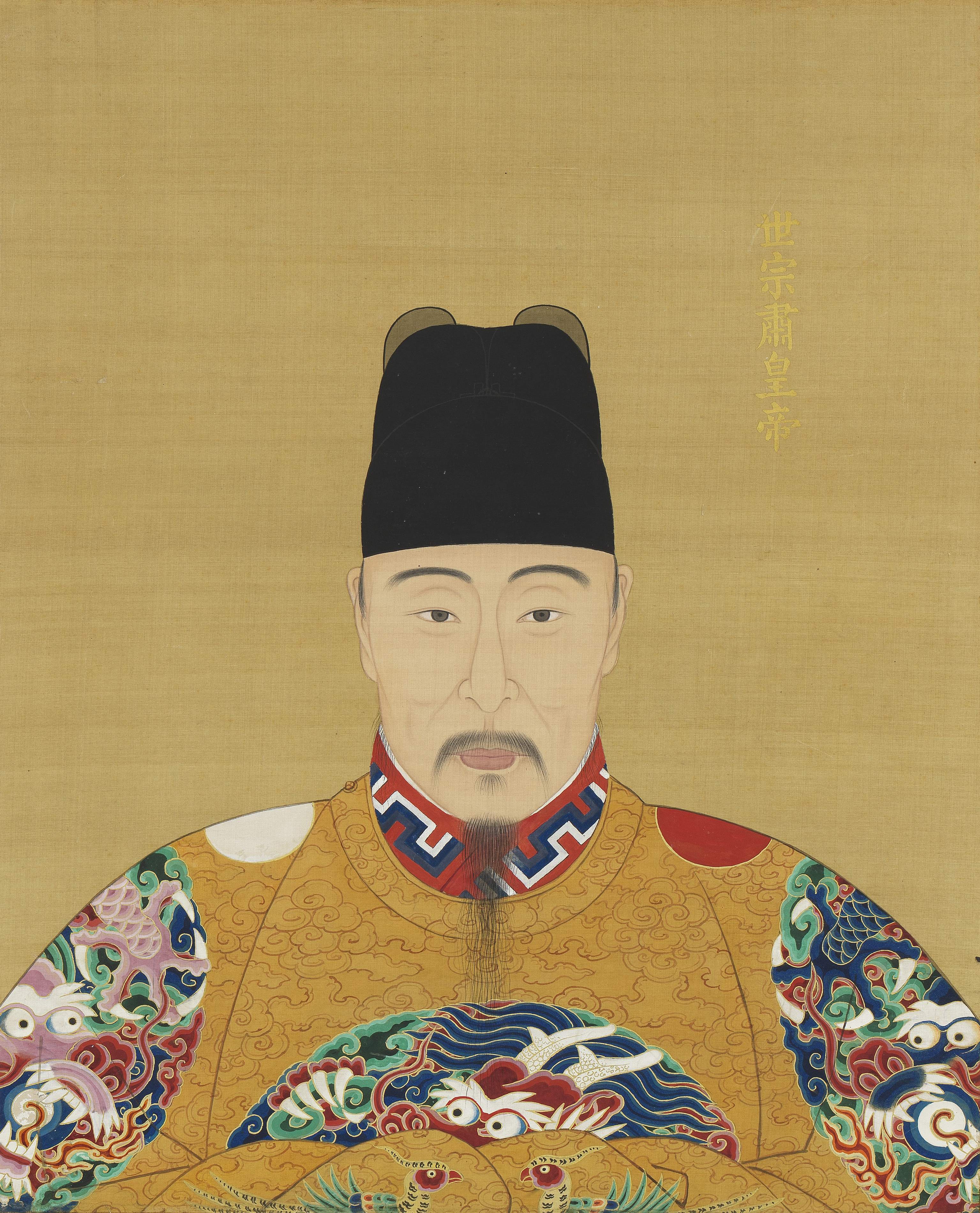
둘째 아들 가정제

1487년 번국인 흥국의 왕에 봉작되었다. 1494년 10월 16일 호광 안륙주(湖廣 安陸州, 현 후베이 성 종시앙 시)를 영지로 하사받았다.
첫 아들 주후희를 보았으나 주후희는 곧 사망했고, 둘째 아들 주후총만이 성년이 될 때까지 살아남았다.
1519년 아들이 황제로 즉위하기 전에 사망했다. 6년 뒤 그의 조카 정덕제는 남경에서 물놀이를 하다 물에 빠져 익사하였다. 정덕제에게 후사가 없었기에 사촌동생인 그의 아들 주후총이 황위를 계승하였다. 작품으로 《恩紀詩》를 남겼다.

### 사후
정덕제가 내린 시호는 헌(献)으로 흥헌왕이 되었다가 가정제 때 황제로 추존되었다. 
1520년 4월 19일 후베이 성 송림산(松林山) 언덕에 안장되었다. 능은 후베이성 종시앙 시(钟祥市) 동쪽  송림산에 위치한 현릉(顯陵)이다.

### 추존 논란
그러나 가정제 즉위 초에 입경의례(入京儀禮)와 생부인 흥헌왕에 대한 존호 및 제사 등의 문제로 오랜 기간을 대신들과의 갈등에 소비하였으며, 황제의 생부 추존 문제로 시작된 이 사건은 세종 치세에 정치의 문란과 부패를 초래하는 원인이 되었다. 그 논란은 3년 만에 종결된다.
가정제는 즉위 후 계통상 효종의 아들이라는 신하들과 맞서 대례의지쟁(大禮議之爭)을 벌였다. 조신들은 주우원을 칭할 때 황숙고 흥헌대왕(皇叔考興獻大王)이라 칭해야 한다 했으나 가정제는 그를 흥헌제(興獻帝)로 해야 한다고 우겼다.
1524년 3월 가정제는 흥헌제의 존칭을 본생황고 공목흥헌황제(本生皇考恭穆獻皇帝)로 정했다가 그해 7월 본생(本生) 두 글자를 제거하여 공목흥헌황제로 하고 그의 묘를 현릉(顯陵)으로 정했다.

## 시호, 묘호
가정제가 황제로 추존하였고, 흥헌제(興獻帝)로 추존하게 되었고, 본생 황고 공목 헌황제(本生皇考恭穆獻皇帝)라 했다가 다시 제대로 제호로 고쳐서 공예헌황제(恭睿獻皇帝)라 하였으며, 후에 가상해서 공예연인관목순성헌황제(恭睿淵仁寬穆純聖獻皇帝)로 추존하였다. 다시 1539년 2월 묘호를 추증하고 시호를 가상하여 묘호는 예종(睿宗)으로, 시호는 지천수도홍덕연인관목순성공간경문헌황제(知天守道洪德淵仁寬穆純聖恭簡敬文獻皇帝)로 정식으로 추존되었다.
1556년, 가정제가 주우원을 상황(上皇)으로 추존한 후, 삼천금궐무상옥당도선법주현원도덕철혜성존개진인화대제(三天金闕無上玉堂都仙法主玄元道德哲慧聖尊開真仁化大帝)로 추존하였으며 그의 황후이자 가정제의 모후인 자효헌황후를 삼천금궐무상옥당총선법주현원도덕철혜성모천후장선묘화원군(三天金闕無上玉堂總仙法主玄元道德哲慧聖母天後掌仙妙化元君)으로 추존하였다.

## 가족관계

### 조부모와 부모
- 조부 : 영종 예황제(英宗 睿皇帝) 주기진(朱祁鎭)
- 조모 : 효숙황후(孝肅皇后) 주씨(周氏)
- 부친 : 헌종 성화순황제 (憲宗 成化純皇帝) 주견심(朱見深)
- 모친 : 효혜황후(孝惠皇后) 소씨(邵氏)

### 후비
| 봉호           | 시호                    | 이름(성씨) | 재위년도 | 생몰년도        | 국구(장인/장모)                                  | 별칭  | 비고  |
| -------------- | ----------------------- | ---------- | -------- | --------------- | ------------------------------------------------ | ----- | ----- |
| 흥왕비(興王妃) | 자효헌황후 (慈孝獻皇后) | 장씨(蔣氏) | (추존)   | 1478년 ~ 1538년 | 옥전백(玉田伯) 장효(蔣斅) 옥전백부인(玉田伯夫人) | [ 4 ] | [ 5 ] |
| 숙비(貴妃)     | 온정숙비 (溫靜淑妃)     | 왕씨(王氏) |          | 1430년 ~ 1504년 |                                                  |       |       |

### 황자
(모두 자효헌황후 소생.)
| -    | 봉호       | 시호   | 이름           | 생몰년도        | 생모            | 자식    | 별칭  | 비고                        |
| ---- | ---------- | ------ | -------------- | --------------- | --------------- | ------- | ----- | --------------------------- |
| 장남 | 악왕(岳王) | 회(懷) | 주후희(朱厚熙) | 1500년          | 자효헌황후 장씨 |         | [ 6 ] | 요절함.                     |
| 차남 | 흥왕(興王) |        | 주후총(朱厚熜) | 1507년 ~ 1567년 | 자효헌황후 장씨 | 8남 5녀 |       | 제11대 황제 가정제(嘉靖帝). |

### 황녀
| -    | 봉호                   | 이름 | 생몰년도        | 생모            | 부마                          | 별칭               | 비고    |
| ---- | ---------------------- | ---- | --------------- | --------------- | ----------------------------- | ------------------ | ------- |
| 장녀 | 장녕장공주(長寧長公主) |      | 1501년 ~ 1504년 | 자효헌황후 장씨 |                               |                    | 요절함. |
| 차녀 | 선화장공주(善化長公主) |      | 1503년 ~ 1512년 | 온정숙비 왕씨   |                               |                    | 조졸함. |
| 3녀  | 영복장공주(永福長公主) |      | ? ~ 1525년      | 자효헌황후 장씨 | 영간백(榮簡伯) 우경화(鄔景和) | 장수군주(長壽郡主) |         |
| 4녀  | 영순장공주(永淳長公主) |      | 1510년 ~ 1540년 | 자효헌황후 장씨 | 사소(謝詔)                    |                    |         |

## 같이 보기
- 홍치제
- 가정제